# Moorden in Dalj
De moorden in Dalj verwijzen naar enkele bloedige incidenten in augustus 1991 in de Kroatische Onafhankelijkheidsoorlog in Dalj, een klein dorp in Oost-Slavonië, aan de Donau in Kroatië.
Op 1 augustus 1991 arresteerden Servische paramilitaire eenheden van het Servisch Vrijwilligerskorps van Željko Ražnatović, beter bekend als Arkans Tijgers, enkele tientallen Kroaten in hun huizen en brachten ze over naar de gevangenis van Dalj. Elf van hen werden direct doodgeschoten en werden begraven in het massagraf in het dorp Celija.
Op 4 oktober 1991 gingen enkele Servische paramilitaire kopstukken naar de politiegevangenis van Dalj en schoten nogmaals 28 Kroatische burgergevangenen dood. De lichamen werden meegenomen en in de rivier de Donau geworpen.
Aan het beginstadium van de gevechten vluchtten duizenden Kroaten en niet-Serviërs uit hun dorpen Dalj, Erdut en Aljmas. Tot mei 1992 werden ten minste 135 andere Kroaten en niet-Serviërs in deze regio vermoord.
Deze moorden zijn opgenomen in het strafdossier van onder andere oud-president van Joegoslavië en Servië, Slobodan Milošević.
Sloveense Oorlog (1991) · Kroatische Oorlog (1991-95) · Bosnische Burgeroorlog (1992-95) · Kroatisch-Bosniakse Oorlog (1992-94) · Kosovo-oorlog (1998-99) · Operatie Allied Force (1999) · Conflict in de Preševo-vallei (2001) · Macedonisch conflict (2001)